# Kim Song-gi
Kim Song-gi ((김성기?, 金聖基?); Himeji, 23 ottobre 1988) è un ex calciatore nordcoreano, di ruolo difensore.

## Carriera

### Club
Coreano nativo del Giappone, Kim si forma nella rappresentativa calcistica della Korea University di Kodaira, università finanziata dalla Corea del Nord. Nel 2011 passa al Cerezo Osaka, società con esordisce in J. League Division 1 nella stagione 2012.
La stagione seguente passa in prestito al Vissel Kobe, società appena retrocessa nella cadetteria nipponica, con i quali ottiene l'immediato ritorno in massima serie.
La stagione seguente passa, sempre in prestito, al Mito HollyHock, anch'essa militante in cadetteria nipponica.

### Nazionale
Con la nazionale nordcoreana, Kim ha partecipato alla AFC Challenge Cup 2012, vincendola.

## Statistiche

### Cronologia presenze e reti in nazionale
| Cronologia completa delle presenze e delle reti in nazionale ― Corea del Nord | Cronologia completa delle presenze e delle reti in nazionale ― Corea del Nord | Cronologia completa delle presenze e delle reti in nazionale ― Corea del Nord | Cronologia completa delle presenze e delle reti in nazionale ― Corea del Nord | Cronologia completa delle presenze e delle reti in nazionale ― Corea del Nord | Cronologia completa delle presenze e delle reti in nazionale ― Corea del Nord | Cronologia completa delle presenze e delle reti in nazionale ― Corea del Nord | Cronologia completa delle presenze e delle reti in nazionale ― Corea del Nord |
| Data                                                                          | Città                                                                         | In casa                                                                       | Risultato                                                                     | Ospiti                                                                        | Competizione                                                                  | Reti                                                                          | Note                                                                          |
| ----------------------------------------------------------------------------- | ----------------------------------------------------------------------------- | ----------------------------------------------------------------------------- | ----------------------------------------------------------------------------- | ----------------------------------------------------------------------------- | ----------------------------------------------------------------------------- | ----------------------------------------------------------------------------- | ----------------------------------------------------------------------------- |
| 08-01-2019                                                                    | Dubai                                                                         | Arabia Saudita                                                                | 4 – 0                                                                         | Corea del Nord                                                                | Coppa d'Asia 2019 - 1º turno                                                  | -                                                                             |                                                                               |
| 13-01-2019                                                                    | al-'Ayn                                                                       | Corea del Nord                                                                | 0 – 6                                                                         | Qatar                                                                         | Coppa d'Asia 2019 - 1º turno                                                  | -                                                                             | 76’                                                                           |
| Totale                                                                        |                                                                               | Presenze                                                                      | 2                                                                             |                                                                               | Reti                                                                          | 0                                                                             |                                                                               |

## Palmarès

### Nazionale
- AFC Challenge Cup: 1

Nepal 2012